# 威廉斯塔爾巴赫河
51°12′25″N 7°18′14″E / 51.20694°N 7.30389°E
威廉斯塔爾巴赫河（德語：Wilhelmstaler Bach），是德國的河流，位於該國西部，處於北萊茵-威斯特法倫州，屬於伍珀河的左支流，河道全長2.3公里，流域面積2.1平方公里，河畔城鎮有雷姆沙伊德和伍珀塔爾。